# 壽命太子
壽命太子（?—?），高丽王朝宗室。高丽太祖和獻穆大夫人的儿子。
壽命太子的名字不详，姓王氏。母亲献穆大夫人平氏，出自庆州，其父佐尹平俊。除了太祖的妻妾，被封为王后的，献穆大夫人是唯一一个称为大夫人的。壽命太子的婚姻情况没有记载，但是他有一个儿子王圭。王圭的女儿成为高丽穆宗的宣正王后。

## 子
- 儿子：弘德院君 王圭
- 儿媳：高丽光宗和大穆王后的第三女，王圭死后改嫁高丽成宗为文德王后
  - 孙女：宣正王后，高丽穆宗的第一妃，文德王后所生